# Greenville (Ohio)
Greenville – miasto w Stanach Zjednoczonych, w zachodniej części stanu Ohio. Liczba mieszkańców w 2000 roku wynosiła 13 333.
Miasto leży w strefie klimatu kontynentalnego, z gorącym latem, należącego według klasyfikacji Köppena do strefy Dfa. Średnia temperatura roczna wynosi 10,2°C, a opady 965,2 mm (w tym do 53,1 cm opadów śniegu)